# Deze Week (radioprogramma)
Deze Week was een radioprogramma van de Nederlandse publieke omroepvereniging EO (Evangelische Omroep). Van 2021 tot 2023 werd  Deze Week gemaakt als podcast.

## Achtergrond
Het radioprogramma bestond van 8 september 1979 tot en met 28 december 2013. In ongeveer 25 minuten werd elke zaterdagavond op Radio 5 een actueel onderwerp op het gebied van kerk, maatschappij of politiek besproken. Dit gebeurde met drie wisselende panelleden uit een bestand van in totaal acht.
Van 1979 tot en met 5 juli 2008 lag de presentatie in handen van Ad de Boer. Er was toen steeds sprake van drie vaste panelleden, die meestal al op vrijdag met elkaar spraken. Na de zomerstop van 2008 ging het programma in een ietwat gewijzigde opzet verder. Voortaan was er sprake van meerdere panelleden, waarvan er telkens drie met elkaar in gesprek gingen. De presentator werd Andries Knevel, soms afgewisseld door Wim Eikelboom. In 2010 nam Embert Messelink de presentatie van Knevel over. In januari 2014 keerden de gesprekken met de panelleden van 2013 terug in het programma EO Door de Week, eveneens op Radio 5.
In 2021 keerde Deze Week terug als podcast waarin presentator Joram Kaat het nieuws doorneemt met relatiecoach Cocky Drost en ND-hoofdredacteur Sjirk Kuijper. Kuijper vertrok in 2022 en werd vervangen door predikant Jurjen ten Brinke en presentator Talitha Muusse. Deze Week stopte aan het einde van 2023 wegens te weinig luisteraars.

## Panelleden
Aan het programma hebben de volgende panelleden deelgenomen:
Periode 1979-2008
- Henk Couprie (?)
- Jan van der Graaf (1979-2008)
- Pieter van Kampen (1979-2008)
- Eimert van Middelkoop (1982-2007)
- Willem Ouweneel (1979-2008)
- Ad Schouten (1979-1984)
- Willem Hendrik Velema (1980-1990)

Periode 2008-2013
- Koert van Bekkum (2008-2013)
- Henk van den Belt (2013)
- Arenda Haasnoot (2008-2012)
- Jan Hoek (2008-2013)
- Miranda Klaver (2012-2013)
- Sjirk Kuijper (2013)
- Arjan Lock (2011-2013)
- Henk Medema (2008-2013)
- Gert-Jan Segers (2008-2013)
- Willem Smouter (2008-2013)
- Anne Westerduin (2012-2013)